# La Ngà (rivier)
De La Ngà (Vietnamees: Sông La Ngà) is een rivier in het zuidoosten van Vietnam.
De rivier ontspringt in het Di Linhplateau in de provincie Lâm Đồng. Vanuit het Di Linhplateau stroomt de rivier naar het zuidwesten door de provincies Bình Thuận en Đồng Nai. De lengte van de rivier is ongeveer 275 kilometer en heeft een stroomgebied van ongeveer 4710 km². Uiteindelijk stroomt de rivier in het Hồ Trị An.
De La Ngà ontstaat bij Bảo Lộc door de samenloop van vele kleine riviertjes en beken. Ten noordoosten van de stad Bảo Lộc stroomt het in een waterreservoir voor de Hàm Thuậnwaterkrachtcentrale met een capaciteit van 300 MW. Stroomafwaartst vormt de rivier de natuurlijke grens van Bình Thuận en Đồng Nai om in Đồng Nai te stromen in het Hồ Trị An.